# Arthur Gore (8e comte d'Arran)
Arthur Kattendyke Étrange David Archibald Gore, 8e comte d'Arran (5 juillet 1910 - 23 février 1983) est un homme politique et pair anglo-irlandais.
Il est connu pour avoir mené les efforts de la Chambre des lords pour dépénaliser l'homosexualité masculine en 1967 à la suite du suicide de son frère homosexuel.

## Jeunesse et éducation
Il est le deuxième fils d'Arthur Gore (6e comte d'Arran) et de Maud Jacqueline Marie Beauclerk, fille unique du 3e baron Huyssen van Kattendyke de Kattendijke, Zélande, Hollande. Il était affectueusement surnommé "Boofy". 
Il fait ses études au Collège d'Eton et au Balliol College, à Oxford. 

## Carrière
Pendant la Seconde Guerre mondiale, Gore travaille d'abord comme attaché de presse à la Légion britannique à Berne (1939–45) et à l'ambassade britannique à Lisbonne (1941–42). Il est directeur adjoint de la division générale outre-mer du ministère de l'Information (1943–45) et directeur du secrétariat au Bureau central de l'information (1945–49). 
En 1958, il succède à son frère aîné, qui s'est suicidé parce qu'il était gay, pour devenir le 8e comte d'Arran et devient un membre actif de la Chambre des Lords. 
Arran présente chez les Lords le projet de loi d'initiative parlementaire de 1967 du député travailliste Leo Abse, qui, devenu le Sexual Offenses Act de 1967, dépénalise les actes homosexuels entre deux hommes adultes consentants. Il est d'avis qu'"aucune législation n'empêchera les homosexuels d'être l'objet d'aversion et de dérision, ou au mieux de pitié". Il a également parrainé un projet de loi pour la protection des blaireaux, et on lui a demandé une fois pourquoi cet effort avait échoué alors que la dépénalisation de l'homosexualité avait réussi. Arran aurait répondu: "Il n'y a pas beaucoup de blaireaux à la Chambre des Lords". 
Il est un chroniqueur pendant de nombreuses années, écrivant pour The Evening Standard, The Guardian, Encounter, Punch, The Observer, The Daily Mail et d'autres. À un moment donné, il s'est décrit comme «le duc de Bedford d'un homme pauvre et Godfrey Winn d'un homme riche». Ses chroniques, qui contenaient souvent un langage incendiaire et abusif, ont été étiquetées comme venant de «Le scandaleux Arran, le comte que vous aimez détester». 

## Mariage et descendance
Il épouse Fiona Bryde Colquhoun (1918–2013), fille aînée de Iain Colquhoun (7e baronnet). Elle est une pilote de hors-bord et, comme son mari, une militante des droits des animaux. Le couple a des maisons dans le Hertfordshire et en Écosse. 
Ils ont deux fils : 
- Arthur Gore (9e comte d'Arran) (né en 1938), qui succède à son père
- Philip Gore (1943 - 1975)

Il est mort à son domicile près de Hemel Hempstead, âgé de 72 ans. 